# John Gleich

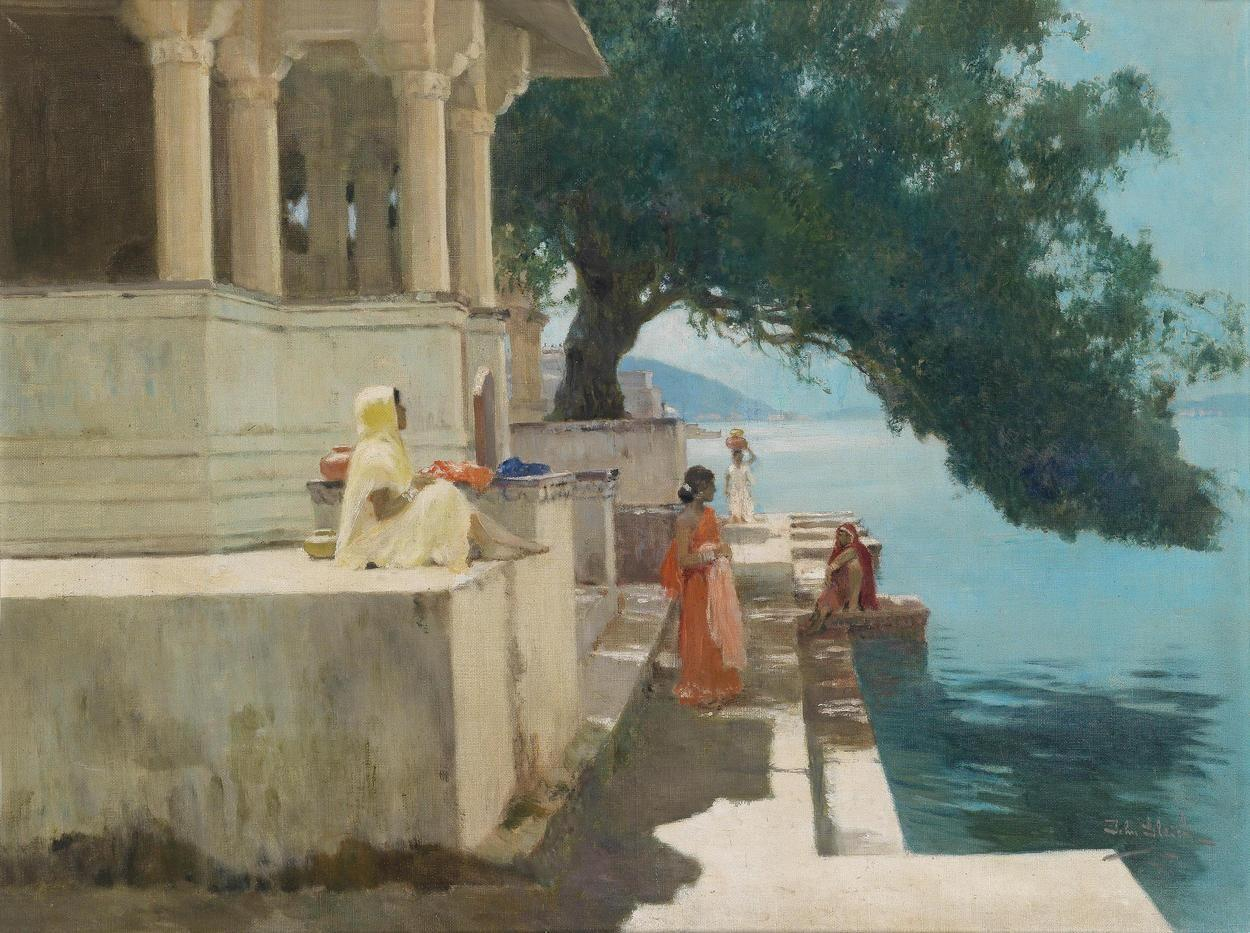
Am Gangesufer

John Gleich (* 2. November 1879 in Memel; † nach 1927) war ein deutscher Kaufmann, Orient- und Marinemaler sowie Publizist.
Nach dem Schulabschluss war er als Kaufmann tätig, erlernte aber autodidaktisch das Malerhandwerk und widmete sich ab 1906 der Malerei. Er unternahm 1909 und 1910 Studienreisen nach Indien und Ceylon, wo er viele Bilder des orientalischen Genres schuf. Zurück in Deutschland widmete er sich hauptsächlich der Marinemalerei, malte auch Genrebilder, Porträts und Akte. Er lebte in Berlin.
Während des Ersten Weltkrieges gab er zwei Malbücher über die Kampfhandlungen der deutschen Kriegsmarine heraus. Er veröffentlichte auch einige Aufsätze über die Baukunst Indiens in der Deutschen Bauzeitung und in den Publikationen der Deutschen Burgenvereinigung.

## Publikationen
- Der Seekrieg. Ein Malbuch für die deutsche Jugend (= Maier’s Künstlermalbücher Nr. 683). Maier, Ravensburg  [1915]
- Unsere Marine im Kampf. Ein Malbuch für die deutsche Jugend (= Maier’s Künstlermalbücher Nr. 682x). Maier, Ravensburg [1915]